# Vodní tok
Vodní tok je voda tekoucí po zemském povrchu v korytě mezi břehy. Koryto jsou dno a břehy řeky, které mohou být přirozené nebo umělé. Větší vodní toky jsou řeky, menší vodní toky jsou potoky.
Vodní zákon rozlišuje vodohospodářsky významné vodní toky a drobné vodní toky.
Tok může být v celé délce nebo v části povrchový nebo podpovrchový. K rozlišení pravého a levého břehu se používá směr po proudu toku. V korytě vodního toku rozlišujeme kynetu (prohloubenou a trvale zaplavovanou část koryta) a bermu (prostor zaplavovaný jen při vyšším průtoku). Podélná poloha na toku se udává kilometráží, která se obvykle počítá směrem od ústí nebo soutoku proti proudu. Ta se používá jak k popisu vodní cesty (splavnost, kotviště, propustě, mosty a pod.), tak hydrologických poměrů (průtok, orientace toku, přítoky). Pro identifikaci vodních toků podle příslušností k povodím se užívá hydrologické pořadí nebo též hydrologické číslo.
Dílčí hydrologická disciplína zabývající se režimem řek a ostatních vodních toků se nazývá potamologie.

## Typologie a názvosloví vodních toků
Podle původu se vodní toky se dělí na přirozené a umělé. Umělými vodními toky jsou například průtočné vodní kanály, náhony, meliorační vodoteče, vodní tunely či akvadukty. I mnohé přirozené vodní toky jsou regulované, tj. koryto bylo uměle přebudováno (břehy, dno), často i přetrasováno nebo částečně zatrubněno. Důvodem regulace vodních toků je například umožnění či zlepšení splavnosti, protipovodňová ochrana, energetické využití, omezení přirozeného rozlivu za účelem hospodářského využití nivy nebo výstavba vodních nádrží.
Vodní toky se podle velikosti rozdělují na několik typů, nicméně hranice ani vztah mezi jednotlivými pojmy nejsou pevně dané a ani hydrologové je neužívají jednotně. U jednotlivých toků často rozhodují místní zvyklosti a tradice.
- bystřina – malý vodní tok se značným a proměnlivým sklonem dna
- potok – malý vodní tok s vyrovnanějším a mírnějším sklonem
- říčka – vágní pojem na přechodu mezi potokem a řekou
- řeka – větší vodní tok, zpravidla široký alespoň několik metrů
- veletok – obvykle se vymezuje jako řeka alespoň 500 km dlouhá s plochou povodí alespoň 100 000 km2 (v Česku toto splňují Labe a Odra; existují ale i jiné definice a některé jazyky tento pojem vůbec nemají)
- průtok – přirozená spojnice mezi dvěma vodními útvary (různými nebo i v rámci jedné řeky)

Bystřina je obvykle považována za typ potoka, říčka či veletok za typy řek. Pojem říčka je ovšem někdy ztotožňován s pojmem potok. Skutečnost, že vedle zdrobnělého označení „řeky“ existuje v mnoha jazycích i zvláštní slovo pro „potok“, je považována za doklad, že v chápání těchto vodních toků je rozdíl vnímán nejen jako kvantitativní, ale i jako kvalitativní.
V českém prostředí mají obvykle vodní toky vnímané historicky jako řeka nebo říčka název ženského rodu, zatímco potoky název mužského rodu. Existuje však řada toků ženského rodu, které jsou bezesporu menší než jiné toky mužského rodu nebo vysloveně se jmenující „potok“. Někdy je taková „říčka“ přímo přítokem „potoka“. I velké řeky, nesoucí své „říční“ jméno už od pramene, jsou na počátku svého toku objektivně bystřinou nebo potokem.
Povrchním kritériem velikosti toku je jeho šířka, ale objektivním vyjádřením jeho mohutnosti v určitém profilu a okamžiku je průtok. Pro charakteristiku toku v daném profilu se používají průměry průtoku za určité období, maximální a minimální průtoky za určité období atd. Průtočnost vodního toku v určitém místě udává průtočnou kapacitu koryta. Podle průměrné četnosti dosažení určitých průtoků se vypočítává a udává N-letý průtok (například stoletá voda – tj. průtok, jehož je dosaženo v průměru jednou za 100 let). Pro celkovou charakteristiku mohutnosti toku se pokud možno udává jeho průměrný průtok v ústí.
Tok, který zpravidla nevysychá (bývá napájen primárně podzemními vodami), se označuje jako stálý tok. Občasným tokem se nazývá tok, v jehož přirozeném režimu jsou období, kdy bývá vyschlý. Při mimořádném suchu může dočasně vyschnout i normálně stálý tok.

## Prvky a úpravy vodních toků
Počátek vodního toku se nazývá pramen či prameniště. Voda ve vodních tocích pochází z tajícího sněhu, dešťových srážek a z vody, která se vsákla do Země a na povrch znovu vyvěrá v místě nazývaném pramen. Některé řeky pramen nemají a začínají v jezerech, bažinách nebo tajícím ledovci. Poloha začátku řeky se může posouvat v rámci sezónních výkyvů vodnatosti toku, pokud nejvyšší pramen či část toku sezónně vysychá.
V některých případech jsou však vodní toky pojmenovány tak, že vodní tok určitého jména začíná až soutokem zdrojnic, pokud žádná ze zdrojnic není přiřazena k pokračujícímu toku jako jeho horní tok. Koncem vodního toku je zpravidla jeho ústí do jiného vodního toku, jezera, nádrže či do moře. Úseky vodního toku lze označovat jako horní, střední či dolní tok podle relativní polohy ve vztahu k počátku a konci vodního toku. Pokud se dva vodní toky stékají, pak zpravidla jeden z nich je považován za přítok druhého, přičemž za průběžný bývá v daném místě považován ten, který je v místě soutoku vydatnější (vodnatější), nebo ten, který má nad soutokem větší délku, v některých případech se však tradiční pojetí a pojmenování může těmto pravidlům vymykat.
Vzácnější je rozvětvení vodních toků neboli bifurkace, kdy voda z jednoho vodního toku odtéká do dvou různých povodí. Pokud se vodní tok větví a následně opět stékají, nazýváme jeho větve rameny vodního toku a pevnina mezi nimi je ostrovem. Umělými rameny vodních toků mohou být například náhony a plavební kanály.
Vodní tok nebo úsek vodního toku může téci pod zemí, pak se nazývá ponorná řeka. Místo, kde vodní tok mizí pod povrchem země (což se často stává v krasových oblastech s rozsáhlým výskytem jeskyní), se nazývá ponor, místo opětovného vynoření vyvěračka a podzemní části řeky se říká punkva.
Na vodním toku se mohou nacházet peřeje, vodopády, tůně, zátoky, meandry a další přírodní útvary. V době vyššího vodního stavu se vodní tok rozlévá do rozlivového či záplavového území, které v některých případech nazýváme nivou, specifickými záplavovými ekosystémy jsou lužní lesy. V rámci meandrování a divočení vodního toku mohou vznikat a zanikat jeho ramena a ostrovy, mohou tak vznikat i slepá a mrtvá ramena nebo může opuštěné rameno zůstat zcela vyschlé.
Mezi umělé úpravy vodních toků patří zejména přehrazování: přehrada s převážně vrchním přepadem vody po celé šířce se nazývá jez, přehrada se spodním nebo zúženým výtokem se nazývá hráz nebo přehrada. Přehradu (jez) může obcházet náhon, propusť pro plavidla nebo plavené dříví, plavební kanál nebo rybí přechod. Nádrže na vodních tocích mají různé názvy podle svého charakteru a charakteru vodního toku – tradiční nádrže na potocích a menších říčkách a se sypanou hrází se často nazývají rybníky, nádrže zadržené hrázemi na větších řekách se nazývají například přehradní, údolní či vodní nádrž, přehradní jezero, v běžném hovoru se často slovo přehrada přenáší na celou nádrž. Tradiční pojmenování konkrétních nádrží mnohdy neodpovídá aktuální terminologii, například Máchovo jezero je spíše rybníkem. Některé účelové nádrže mohou mít specifická označení, například požární nádrže nebo umělá koupaliště, splavovací nádrž neboli klauza aj. Účely přehrazování vodních toků jsou různé, od chovu ryb, přes účely energetické (mlýny, strojní pohon, výroba elektrické energie), vytváření zásoby vody pro různé účely (vodovodní síť, zavlažování, navyšování průtoku v sušších obdobích aj.), zmírňování povodní, zvyšování hladiny nad hrází pro účely rekreace nebo vodní dopravy aj.
Dalším typem úpravy vodních toků je jejich kanalizace, která spočívá jednak v omezení rozlivu, jednak v přizpůsobení vodní dopravě. Součástí takových úprav může být například napřimování vodního toku, odstraňování meandrů, ostrovů a ramen, navyšování břehů formou nábřeží, budování protipovodňových valů, hrází či zdí, prohlubování koryta aj. Ačkoliv kanalizace vodních toků mnohdy byla motivována získáním ploch pro zemědělství, výstavbu nebo dopravu, negativním dopadem je snížení záchytné schopnosti krajiny, čímž je zvyšováno riziko a intenzita povodní, rovněž může kanalizace být vnímána jako ekologická a estetická degradace krajiny. Proto jsou mnohde zvláště menší vodní toky vraceny zpět do podoby blízké přírodnímu stavu. Vodohospodářsky musí být kalkulováno také s rozlivem vody za účelem zmírňování povodní, v zátopovém území je regulována výstavba, na vhodných místech jsou budovány suché poldry a manipulační řády vodních děl musejí počítat s přiměřenými rezervami v kapacitě nádrží.
Vodní toky vytvářejí v krajině přirozenou bariéru. K dopravnímu překonání vodních toků mohou sloužit například brody, přívozy, mosty, přehrady a podobná zařízení, případně tunely. Větší vodní toky mnohdy tvoří státní hranici nebo hranici různých správních celků.

## Vodní toky z hlediska vodního zákona v ČR
Vodní zákon v ČR vymezuje vodní toky jako „povrchové vody tekoucí vlastním spádem v korytě trvale nebo po převažující část roku, a to včetně vod v nich uměle vzdutých. Jejich součástí jsou i vody ve slepých ramenech a v úsecích přechodně tekoucích přirozenými dutinami pod zemským povrchem nebo zakrytými úseky“. Vodním tokem podle toho zákona je pouze vodní proud. Koryto vodního toku a jeho břehy tedy vodní zákon nepovažuje za součást vodního toku.
Vodní zákon rozlišuje v ČR drobné vodní toky a významné vodní toky. Toto rozlišení je motivováno jejich současným a plánovaným vodohospodářským a krajinářským významem. Vodní zákon stanovuje, že každý vodní tok musí mít svého správce a vymezuje, co obnáší správa vodních toků.

## Vodní toky z hlediska zákona o ochraně přírody a krajiny v ČR
Vodní tok jako významný krajinný prvek zákona č. 114/1992 Sb., o ochraně přírody a krajiny je třeba chápat nikoliv jenom jako vodní proud, nýbrž i včetně jeho prostředí, jímž je koryto vodního toku a jeho břehy (Věstník MŽP, částka 4, 2003).